# Lee Mead
Lee Stephen Mead (Southend-on-Sea, 14 juli 1981) is een Brits musicalacteur en zanger.
Mead was in 2007 winnaar van het Britse talentenjachtprogramma Any Dream Will Do (in Nederland bekend als Op zoek naar Joseph), een show waarin gezocht werd naar de nieuwe mannelijke hoofdrol in de West End-musical Joseph and the Amazing Technicolor Dreamcoat. De musical is vanaf 6 juli 2007 tot heden te zien in het Adelphi Theater. Mead was als Joseph te zien tot januari 2009.
Mead is op 25 april 2009 getrouwd met musicalactrice Denise van Outen. Mead en Van Outen leerden elkaar kennen tijdens Any Dream Will Do, waar zij jurylid was.